# Pat Proft
Patrick „Pat” Proft (ur. 3 kwietnia 1947 w Columbia Heights w stanie Minnesota) – amerykański scenarzysta filmowy. 

## Życiorys
Pojawił się także w niewielkich rolach w kilku filmach, a w 1998 wyreżyserował komedię Ści(ą)gany z udziałem Lesliego Nielsena.
Zasłynął jako autor lub współautor scenariuszy do popularnych, posuniętych do granic absurdu komediowych parodii; m.in. cyklu Naga broń. Od początku kariery nieustannie współpracuje ze słynnym zespołem reżyserskim ZAZ: Jerrym Zuckerem, Davidem Zuckerem i Jimem Abrahamsem.

## Filmografia
Scenariusz:
- Police Squad! (1982; serial TV)
- Wieczór kawalerski (1984)
- Akademia Policyjna (1984)
- Prawdziwy geniusz (1985)
- Naga broń: Z akt Wydziału Specjalnego (1988)
- Naga broń 2½: Kto obroni prezydenta? (1991)
- Hot Shots! (1991)
- Czacha dymi (1992)
- Hot Shots! 2 (1993
- Naga broń 33⅓: Ostateczna zniewaga (1994)
- Zagniewani młodociani (1996)
- Pan Magoo (1997)
- Ści(ą)gany (1998); także reżyseria
- Straszny film 3 (2003)
- Straszny film 4 (2006)
- Noc duchów (2008)